# 諸塚村立荒谷小学校
諸塚村立荒谷小学校（もろつかそんりつ あらたにしょうがっこう）は、宮崎県東臼杵郡諸塚村大字家代（えしろ）にある公立の小学校。

## 概要
歴史
1890年（明治23年）創立の「家代小学校 荒谷分教場」を前身とする。1900年（明治33年）に「荒谷尋常小学校」として独立。現校名となったのは1947年（昭和22年）。2020年（令和2年）には創立130周年を迎えた。
校章
校名の「荒」の文字と「谷」の文字を図案化して組み合わせたデザインとなっている。
校歌
1965年（昭和40年）制定。作曲は河辺道志による。
通学区域
「諸塚村（荒谷、南川）」。中学校区は諸塚村立諸塚中学校。

## 沿革
- 1889年（明治22年）5月1日 - 町村制施行により、西臼杵郡2村（家代・七ツ山）が合併の上、「諸塚村」が発足。
- 1890年（明治23年）
  - 2月 - 甲斐源治宅を校舎として「簡易家代小学校 荒谷分教場」が創立。
  - この年 -「尋常家代小学校 荒谷分教場」に改称。
- 1892年（明治25年）4月 - 「家代尋常小学校 荒谷分教場」に改称。
- 1893年（明治26年）4月 - 戸下に新校舎が完成。
- 1900年（明治33年）9月22日 - 「荒谷尋常小学校」として独立。補習科を併設。
- 1907年（明治40年）4月 - 荒谷農業補習学校を併設。
- 1908年（明治41年）4月 - 改正小学校令により、尋常科（義務教育年限）が4年制から6年制に改められる。尋常科5年を新設。
- 1909年（明治42年）4月 - 尋常科6年を新設。
- 1912年（明治45年）5月 - 第二校舎が完成。
- 1926年（大正15年）- 併置の農業補習学校が青年訓練所充当となる。
- 1928年（昭和3年）6月 - 教室を増築。
- 1931年（昭和6年）4月 - 併置の青年訓練所充当農業補習学校が「諸塚村立荒谷公民学校」となる。
- 1934年（昭和9年）4月 - 運動場を拡張。
- 1935年（昭和10年）- 青年学校令施行により、併置の公民学校が「諸塚村立荒谷青年学校」となる。
- 1940年（昭和15年）4月 - 鳥の巣地区の児童が編入。
- 1941年（昭和16年）
  - 4月1日 - 国民学校令施行により、「諸塚村荒谷国民学校」に改称。尋常科を初等科に改める。
  - 5月1日 - 高等科を併設。
- 1947年（昭和22年）- 学制改革が行われる（六・三制の実施）
  - 4月1日　- 国民学校初等科は、新制小学校「諸塚村立荒谷小学校」（現校名）に改組・改称。1教室を増築。
  - 5月8日 - 国民学校高等科は、青年学校普通科とともに、新制中学校「諸塚村立諸塚中学校 荒谷分校」に改組・改称。小学校に併設される。
  - 9月 - 父母と先生の会を結成。
- 1949年（昭和24年）4月1日 - 諸塚中学校荒谷分校が廃止される。
- 1953年（昭和28年）2月 - 木造2階建て第三校舎が完成。
- 1961年（昭和36年）3月 - へき地集会場が完成。
- 1964年（昭和39年）2月 - 完全給食を開始。
- 1965年（昭和40年）10月 - 校歌を制定。
- 1970年（昭和45年）
  - 9月 - 運動場を整地。
  - 10月 - プールを新設。
- 1976年（昭和51年）
  - 1月23日 - 火災により、校舎・用務員室・校長住宅等を焼失。
  - 1月26日 - 荒谷福祉館・へき地集会室・プレハブ二棟の仮教室で分散授業を余儀なくされる。
  - 10月 - 校旗が寄贈される。
  - 12月 - 鉄筋コンクリート造2階建て第四新校舎が完成。
- 1977年（昭和52年）12月 - 運動場を拡張。
- 1979年（昭和54年）11月 - 給食室が完成。
- 1980年（昭和55年）4月 - 創立90周年を記念して、鉄筋コンクリート造へき地集会室（体育館）が完成。
- 1981年（昭和56年）7月 - 運動場を拡張。
- 1985年（昭和60年）11月 - 築山が完成。
- 1990年（平成2年）2月15日 - 創立100周年記念式典を挙行。
- 1993年（平成5年）9月 - 台風により、校舎裏の崖が崩壊。
- 1998年（平成10年）2月 - プールを改築。
- 1999年（平成11年）12月 - 運動場を改修。
- 2016年（平成18年）3月 - 前年の台風で崩れた校舎裏の崖を修復。
- 2012年（平成24年）4月 - 宮崎県愛鳥モデル校に5年間指定される。
- 2019年（令和元年）9月 - 運動場を改修。
- 2022年（令和4年）9月 - 台風14号により、諸塚村内が多大な被害を受ける。

## 交通
最寄りのバス停留所
- 宮崎交通バス 「諸塚」バス停

最寄りの幹線道路
- 国道327号
- 宮崎県道50号諸塚高千穂線
- 諸塚スカイライン

## 周辺
- 戸下集会所
- 白鳥神社
- 耳川
- 山須原ダム

## 参考資料
- 「諸塚村史」（諸塚村役場, 1962年（昭和37年）2月1日発行）p.472～p.477